# Операција Гром ’95
Операција Гром ’95, позната и као Вуковарска голубица, била је планирана војно-полицијска операција Хрватске војске почетком новембра 1995. и средином 1996. године. Циљ операције био је војно ослобађање последњег окупираног дела Хрватске након Олује, а то је била Источна Славонија, Барања и Западни Срем. Операција је прекинута због напора међународне заједнице који су довели до успостављања УН прелазне администрације УНТАЕС након потписивања Ердутског споразума.

## Позадина
Након завршетка главних војних операција Хрватске војске током лета 1995. године, дошло је до прекретнице у односу снага. Хрватска страна, која је доживела велике победе, била је решена да војно поврати симболе Рата у Хрватској, укључујући Вуковар. Према извештајима, након Олује, јединице Југословенске војске, укључујући новосадски корпус, ушле су на подручје Источне Славоније и Барање ради подршке 11. славонско-барањском корпусу ВРСК у случају хрватске офанзиве. Представници вуковарских Срба су изјавили амбасадору Европске уније да не могу прихватити хрватску власт и да ће истрајати у томе чак и по цену новог сукоба. Почетком октобра одржан је низ састанака између представника Републике Хрватске и Срба у покушају да се пронађе решење до почетка могућих борбених дејстава. У тим састанцима учествовали су и представници међународне заједнице, који су притискали обе стране да се избегне нови ратни сукоб.
Паралелно са дипломатским напорима, хрватске снаге су започеле прегруписавање и припрему потенцијалне офанзиве у подручју Вуковара и Илока. Иако операција никада није званично отпочела, процене говоре да је планирана интервенција била озбиљно припремљена и да је укључивала снаге са искуством из претходних операција као што су операција Бљесак и операција Олуја.

## Супротстављене снаге
Одмах након операције Олуја, спроведена је операција Мањинјорго као припрема за вуковарску војну операцију, са циљем мобилисања око 30.000 хрватских војника из пет гардијских бригада у источну Славонију. Још око 100.000 војника било је у приправности у резерви у случају да се Војска Југославије укључи у сукоб. Српске снаге, међутим, биле су добро укопане и заштићене минским пољима. На окупираној територији, Срби су имали на располагању око 25.000 војника и цивилних добровољаца.
Хрватски генералштаб припремао је тактичко изненађење. Ова нова стратегија названа је „ватрени канали“, а касније је преименована у „ватрена кола“ у част Славонаца. Име симболизује слику која би настала масовном употребом артиљеријских и ракетних јединица, које би постепено „спаљивале“ непријатељску одбрану, у коју би потом продрле оклопне јединице и гардијске бригаде.
Операција је требало да доведе до пробоја кроз непријатељске линије — три „ватрена канала“ у правцу Барање, а четири у рејону Вуковара. Овом тактиком српске снаге би биле раздвојене, док би командни центри и упоришта били уништени истовременим нападима Ми-24 хеликоптера. Циљ је био да се избије на Дунав и заузме целокупна територија помоћу ватрених канала.
Операција је била планирана да траје највише три дана, а посебна обука спроведена је за борбе у насељеним местима. Цела операција замишљена је као брза, са циљем да се сачува бар оно што је остало од Вуковара.